# Vinko Zganec
Vinko Zganec (Vratišinec, Croàcia, 22 de gener de 1890 - Zagreb, 12 de desembre de 1976) va ser un etnomusicòleg croat. Es va graduar a la Facultat de Teologia l'any 1914 i es va doctorar en dret el 1919. En privat, estudiava música i fins a la Segona Guerra Mundial va exercir i va publicar molts d'estudis jurídics.

## Primers estudis
Les classes de piano van ser rebudes del director del Conservatori Musical de Vjekoslav Rosenberga-Ružić. A més, va ser professor de música tradicional a la Acadèmia de Música de Zagreb del 1949 fins e 1968, d'harmonia, contrapunt i forma musical. En el període 1945-1948. funciona com un musicòleg en el Museu Etnogràfic de Zagreb. El setembre del 1948, va fundar l'Institut de Zagreb d'art popular i Žganec convertir en el primer director d'aquest institut. Des de 1948 fins a la tardor de 1966 va ensenyar a l'Acadèmia de Música de Zagreb subjecte "folklore musical". Va ser el principal iniciador de l'Associació de Música folkloristes de Iugoslàvia. El 1952 a Pula, que presideix la reunió inaugural. Aquí va ser elegit el primer president de l'Associació de folkloristes croats. Va ocupar aquest càrrec fins a 1963, quan va ser elegit per al president d'honor vida.
Posteriorment es va reunir al nord de Croacia on va ampliar el treball per a cobrir els Croats Bunjevci a Hongria i Croats de Gradišće a Àustria i l'any 1949 es va dedicar a la recol·lecció i investigació de música folklòrica.
La seva primera cançó primària Memđimurje es va gravar a la seva ciutat natal de Vratišinec 1908, la cançó representava com un estudiant d'escola de secundària va arribar a ca seva després de les vacances escolars. El fum cançó boira, floració blat sarraí li cantava a la seva germana Roza. Aquesta primera cançó escrita per a cor que canta la cançó harmonitzat i manejat va rebre un premi l'any 1912 Unió orfeons croats. Contant aquesta primera cançó amb les que va recollir en total es conten unes 25.000. Unes 19.000 cançons s'han preservat per a les futures generacions per a ser usats i estudiats (15.000 només del seu Međimurje natiu). Les cançons eren gravades amb diversos instruments musicals, balls i costums populars de Croata i països veïns. Encara que alguns d'ells no estaven totalment documentats. La seva música de les regions proporcionen informació sobre la supervivència dels generes instrumentals tradicionals. Tots els seus manuscrits, transcripcions i gravacions es guarden a l'institut d'Etnografia i Folklore de Zagreb.

## Cançons populars croats de Međimurje
Fins i tot al 1916 a Zagreb es va publicar el primer volum de "cançons populars croates de Memđimurje" que van despertar gran interès, gairebé una sensació en els cercles culturals i polítics croats, i va exercir un paper important en la decisió final de la Conferència de Pau de Versalles que Memđimurje roman dins del croat. Florijan Andrašec de Dekanovac va ser la seva mà dreta a recollir tresors populars. Ja en els seus primers discos Vinko Žganec s'observa una diferencia entre la forma de cançons Memđimurje i cançons d'altres nacions. Les formes de cançons populars Emđimurje es distingeix pel govern simetria uniforme germànic i l'art popular i la música romana. Cada cançó de Međimurje té la seva pròpia forma (forma) que no està determinat.
El seu segon llibre de cançons populars croates de Međimurje, Volum II, va ser publicat per Vinko Žganec en el seu propi disc en 1920. Aquesta col·lecció es complementa i confirma l'exactitud i justificació del seu treball com a musicòleg.
Ocasionalment publica cançons populars croates harmonitzades o processades per a cors mixtos i masculins en múltiples volums. També cançons d'Emđimurje, Primorje, Krk, Istria, Kastav, Turopolja, Poljica, Dubrovnik, etc.
En 1924 i 1925, l'Acadèmia va publicar dos volums de soroll de fons famosos Emđimurje cançons populars secular i religiosa. Vinko Žganec també harmonitza els balls tradicionals. El primer va aprendre una estreta relació entre les melodies de les cançons populars de Međimurje i les velles formes. Al mateix temps, va ser el primer a avaluar l'harmonització de les velles formes de la música popular.
Les seves publicacions varen arribar en mans del mestre Bela Bartók.
Els escrits de Žganec inclouen un volum de conferencies que serveix com un llibre de text bàsic de música popular croata i un article sobre l'escala d'Istria. Les seves composicions majoritàriament son correccions corals de cançons populars. Es va convertir en membre en ple dret de la Acadèmia de Ciències i Arts Yugoslava.

## Dret
Vinko Žganec va destacar el treball sobre la construcció de noves escoles a Međimurje, així com les reparacions dels edificis antics existents on es van celebrar les classes. Va fundar la taula Siročadski a Čakovec i va ser el seu primer president. Va presentar el tribunal municipal i el 1924 va escriure el Llibre de Dret Local en Međimurje i Prekmurje i després el Llibre de Lectura del Tribunal Municipal
Com a secretari del govern, va ser transferit al districte de Primorje-Krajina, llavors, a Karlovac, el 1926. El 1927 va abandonar el departament administratiu i es va dirigir a Sombor com a advocat, on va obrir un bufet d'advocats. Allà desenvolupa una gran pràctica jurídica en la professió del seu advocat. Ha estat durant molts anys el Secretari General de la Societat Jurídica i l'Editor de l'Examen Legal Mensual.
Finalment va participar en la redacció de les regulacions normatives en matèria de protecció de drets d'autor.

## Els seus mèrits
La major activitat del seu treball etnomusicològic es desenvolupa a partir de 1948. Va escriure a totes les regions on viuen els croats, ja sigui al país o a Hongria i Àustria. materials poblada escrita i gravada amb moltes versions més de 10.000 cançons populars d'Emđimurje, a continuació, regula també els registres i gravacions d'altres regions, que es troben a l'Institut d'Art Popular a Zagreb (ara l'Institut d'Investigacions Folklòriques), i hi ha al voltant de 10.000.
Els més importants són imatges úniques glagolítica cant litúrgic croat que el 1955, 1956 i 1957 va registrar a les illes de Krk, Rab, Pag, Brac, Illes Sibenik i en Istria, així com a les ciutats i pobles de la costa de Croàcia. Gran part d'aquests enregistraments s'emmagatzemen a l'antic eslau eslovè "Svetozar Ritig" de Zagreb.
Al llarg de la seva vida, ell va escriure sobretot i va publicar més d'un miler d'obres gravades del camp de la música i els drets: des de l'escriptura més curta i la presentació fins a grans publicacions científiques i debats. Per a l'Enciclopèdia musical de l'Institut Lexicogràfic de Zagreb, ha dirigit algunes de les històries folklòriques relacionades amb la música tradicional croata. Va donar unes notables conferències en congressos folkloristes de Iugoslàvia el Bjelasnica, a Pula, Varazdin, Bled, Novi Vinodolski, Zajecar, Skopje i en altres llocs.
Com a participant actiu en conferències i congressos internacionals a l'estranger a terme les ponències i conferències a Oslo, Friburg, Londres, Copenhaguen, Budapest, Bucarest, Stuttgart, Trossingen, Jerusalem, la ciutat Badia Greca que Grottaferata (Roma), Atenes, Viena, Graz i Dubrovnik.
El 1964 va rebre el premi "Bozidar Adzija" pel seu treball de cançó folk croata de Koprivnica i els seus voltants, edició de JAZU el 1962. El 1965 va ser guardonat amb l'Ordre de Treball amb la Bandera Vermella, i el 1970 va rebre el màxim reconeixement social per als màxims èxits del treball científic i artístic, AVNOJ Award.
Sobre la base de la pràctica i experiència de treball en les activitats de l'Institut Vinko Žganec presenta el seu mètode únic de treball en el camp de l'etnomusicologia, sobretot en l'anàlisi i classificació.
Com un mestre de música activa en l'Acadèmia de Música de Zagreb passa va transmetre a les generacions d'estudiants l'amor pel nostre tresor nacional, un patrimoni cultural dels nostres avantpassats. Va demostrar la justificació de nodrir balls, costums i tradicions populars en general. A més va ser encoratjat per la jove professora de llengua croata, Marija Novak, i avui el conegut etnògraf i folklorista croat va començar a estudiar bones danses sistemàticament.
Finalment realitzat exitoses excursions a tot Croàcia, estudiants de primer ordre per escriure i descobrir junts la bellesa desconeguda i desconeguda de les danses i costums populars.